# Grand Prix Formule 1 van Oostenrijk 2001
De Grand Prix Formule 1 van Oostenrijk 2001 werd gehouden op 13 mei 2001 op de A1 Ring in Spielberg bei Knittelfeld.

## Verslag
Het toestaan van elektronische hulpmiddelen leidde opnieuw tot startproblemen:  vier man kwamen tijdens de start niet van hun plek.
Hierbij de -in 2001 door pech geplaagde- Mika Häkkinen,  Nick Heidfeld, Jarno Trulli en Heinz-Harald Frentzen. 
Michael Schumacher moest beide Williams' laten gaan tijdens de start,  met Juan Pablo Montoya leidend voor Ralf Schumacher.
Vanwege de problemen bij de start kwam de safety-car kortstondig de race neutraliseren.
Mika Häkkinen probeerde nog zijn race te hervatten, maar de wagen bleek te veel problemen te kennen zodat hij in de pits opgaf.  Ook Jarno Trulli hervatte zijn race, maar reed door rood licht aan het einde van de pits en werd uit de race gehaald.
Toen de race weer werd vrijgegeven leidde Juan Pablo Montoya een deel van de wedstrijd, terwijl teamgenoot Ralf moest opgeven met remproblemen.
Michael Schumacher liep in op Montoya toen deze last begon te krijgen van bandenslijtage.  In een poging Montoya in te halen verremden beide coureurs zich en misten de tweede bocht.
Hierdoor pakte Rubens Barrichello de leiding, voor een verrassend snelle Jos Verstappen die één pitstop meer zou maken en hierdoor lichter was dan de meeste concurrenten.
Montoya moest even later opgeven met hydraulische problemen.
In de slotfase kreeg Rubens Barrichello de orders van zijn team om Michael Schumacher de tweede plaats te geven,  achter de winnaar Coulthard.  Jos Verstappen eindigde als zesde en scoorde hiermee zijn enige WK-punt van het seizoen.

## Uitslag
| Positie | Nummer | Rijder                | Team               | Ronden | Tijd/Opgave       | Startplaats | Punten |
| ------- | ------ | --------------------- | ------------------ | ------ | ----------------- | ----------- | ------ |
| 1       | 4      | David Coulthard       | McLaren - Mercedes | 71     | 1:27:45.927       | 7           | 10     |
| 2       | 1      | Michael Schumacher    | Scuderia Ferrari   | 71     | +2.190            | 1           | 6      |
| 3       | 2      | Rubens Barrichello    | Scuderia Ferrari   | 71     | +2.527            | 4           | 4      |
| 4       | 17     | Kimi Räikkönen        | Sauber - Petronas  | 71     | +41.593           | 9           | 3      |
| 5       | 9      | Olivier Panis         | BAR-Honda          | 71     | +53.775           | 10          | 2      |
| 6       | 14     | Jos Verstappen        | Arrows - Asiatech  | 70     | +1 Ronde          | 16          | 1      |
| 7       | 18     | Eddie Irvine          | Jaguar Racing      | 70     | +1 Ronde          | 13          |        |
| 8       | 10     | Jacques Villeneuve    | BAR-Honda          | 70     | +1 Ronde          | 12          |        |
| 9       | 16     | Nick Heidfeld         | Sauber - Petronas  | 69     | +2 Rondes         | 6           |        |
| 10      | 22     | Jean Alesi            | Prost Grand Prix   | 69     | +2 Rondes         | 20          |        |
| 11      | 23     | Luciano Burti         | Prost Grand Prix   | 69     | +2 Rondes         | 17          |        |
| Ret     | 8      | Jenson Button         | Benetton Formula   | 60     | Motor             | 21          |        |
| Ret     | 19     | Pedro de la Rosa      | Jaguar Racing      | 48     | Transmissie       | 14          |        |
| Ret     | 6      | Juan Pablo Montoya    | Williams-BMW       | 41     | Hydrauliek        | 2           |        |
| Ret     | 21     | Fernando Alonso       | Minardi            | 38     | Versnellingsbak   | 18          |        |
| Ret     | 20     | Tarso Marques         | Minardi            | 25     | Versnellingsbak   | 22          |        |
| Ret     | 15     | Enrique Bernoldi      | Arrows - Asiatech  | 17     | Hydrauliek        | 15          |        |
| DSQ     | 12     | Jarno Trulli          | Jordan-Honda       | 14     | Gediskwalificeerd | 5           |        |
| Ret     | 5      | Ralf Schumacher       | Williams-BMW       | 10     | Remmen            | 3           |        |
| Ret     | 7      | Giancarlo Fisichella  | Benetton Formula   | 3      | Motor             | 19          |        |
| Ret     | 3      | Mika Häkkinen         | McLaren - Mercedes | 1      | Transmissie       | 8           |        |
| Ret     | 11     | Heinz-Harald Frentzen | Jordan-Honda       | 0      | Versnellingsbak   | 11          |        |

## Wetenswaardigheden
- Rondeleiders: Juan Pablo Montoya 15 (1-15), Rubens Barrichello 31 (16-46), David Coulthard 25 (47-71).
- Eerste seizoenspunten: Jos Verstappen.
- De Jordan's van Heinz-Harald Frentzen en Jarno Trulli bleven bij de start op de grid stilstaan,  evenals de Sauber van Nick Heidfeld en de Mclaren van Mika Hakkinen.  Desondanks kwam er geen herstart.
- Jarno Trulli was gediskwalificeerd omdat hij de pitstraat uitreed onder het rode licht.
- Jos Verstappen scoorde deze race tevens voor de laatste keer een WK-punt in zijn loopbaan als Formule 1 coureur.

## Statistieken
| Snelste ronde | David Coulthard | McLaren - Mercedes | 1:10.843 |

1963 · 1964 · 1970 · 1971 · 1972 · 1973 · 1974 · 1975 · 1976 · 1977 · 1978 · 1979 · 1980 · 1981 · 1982 · 1983 · 1984 · 1985 · 1986 · 1987 · 1997 · 1998 · 1999 · 2000 · 2001 · 2002 · 2003 · 2014 · 2015 · 2016 · 2017 · 2018 · 2019 · 2020 · 2021 · 2022 · 2023 · 2024 · 2025